# Crash !
Pour les articles homonymes, voir Crash.
Crash ! (titre original : Crash) est un roman de science-fiction de J. G. Ballard, publié pour la première fois en 1973, dont le thème central est la perversion sexuelle que cultive une communauté de personnes envers les accidents de voiture.
Elles admirent, détaillent et analysent les accidents de voitures et leurs conséquences sur le corps humain, et en provoquent elles-mêmes, reconstituant les accidents célèbres de James Dean et Jayne Mansfield.
Ce roman fut fortement controversé, comme en témoigne l'anecdote selon laquelle un potentiel éditeur du livre affirma, après lecture du manuscrit que « cet auteur avait besoin d'une aide psychiatrique. Ne pas publier. ». Crash fait pourtant partie des œuvres de J. G. Ballard qui, avec La Foire aux atrocités, vont marquer et inspirer toute une génération d'artistes dans les domaines de la philosophie avec Jean Baudrillard, auteur d'un essai sur Crash, de la littérature, de la musique (en particulier au sein de la new wave, avec notamment le morceau Warm Leatherette de Daniel Miller, fondateur de Mute Records) et du cinéma, de David Cronenberg à Will Self, en passant par David Lynch, Trent Reznor ou William Gibson.

## Adaptation
Le roman a été porté à l'écran par David Cronenberg en 1996, dans un film du même nom, Crash.